# 1,2-dicloro-2-metilpropano
El 1,2-dicloro-2-metilpropano, llamado también 1,2-dicloroisobutano o cloruro de 2-cloroisobutirilo, es un compuesto orgánico de fórmula molecular C4H8Cl2. Es un haloalcano ramificado de cuatro carbonos con dos átomos de cloro, isómero de los distintos diclorobutanos.

## Propiedades físicas y químicas
A temperatura ambiente, el 1,2-dicloro-2-metilpropano es un líquido que tiene su punto de ebullición a 105 °C y su punto de fusión a -70 °C.
Posee una densidad mayor que la del agua (ρ = 1,095 g/cm³).
El valor del logaritmo de su coeficiente de reparto, logP = 2,43, revela que es más soluble en disolventes apolares que en disolventes polares.
Es poco soluble en agua (465 mg/L aproximadamente) e incompatible con agentes oxidantes fuertes así como con bases fuertes.

## Síntesis
El isobutileno reacciona con cloro dando lugar a 1,2-dicloro-2-metilpropano como producto mayoritario cuando la reacción es activada por luz en ausencia de oxígeno.
La síntesis de 1,2-dicloro-2-metilpropano también puede realizarse a partir de 3-cloro-2-metil-1-propeno usando una mezcla de trimetilclorosilano y agua con un rendimiento del 67%.
Otra vía de síntesis es por cloración de alcohol 1-cloro-terc-butílico empleando fósforo (V) como catalizador. Con este último método el rendimiento alcanza el 87%.

## Usos
El 1,2-dicloro-2-metilpropano se emplea como oxidante en tetrahidrofurano (THF) en diversas reacciones: síntesis de naftalenos polisustituidos,
síntesis de fenantrenos vía benzanulación [4+2], arilación de propionamidas 2,2-sustituidas, arilación de alquenos con reactivos de Grignard y arilación/alquenilación de enlaces C(sp3)-H. De forma general, todas estas reacciones están catalizadas por hierro.
En este sentido, la reacción entre una amida de zinc primaria y un reactivo de diorganozinc da lugar a una amina secundaria en presencia de tris(acetilacetonato) de hierro (III) (Fe(acac)3) como catalizador y 1,2-dicloro-2-metilpropano como oxidante. El 1,2-dicloro-2-metilpropano es esencial para lograr la formación de enlaces C-N, presumiblemente por la formación de una especie catalítica intermedia de hierro con grupos arilo y amido.

## Precauciones
El 1,2-dicloro-2-metilpropano es un compuesto muy inflamable, tanto en forma líquida como en vapor, que tiene su punto de inflamabilidad a 16 °C. Puede formar mezclas explosivas con el aire y su descomposición térmica genera cloruro de hidrógeno.
El contacto con esta sustancia produce irritación en piel y ojos, severa en este último caso. Se sospecha que puede provocar defectos genéticos y cáncer.